# 锡涅戈里耶
锡涅戈里耶（羅馬化：Sinegorʹye）是俄罗斯马加丹州的市级镇，属亚戈德诺耶区，地处马加丹州西部，在区行政中心亚戈德诺耶东南、州府马加丹北偏西方。科雷马河流经该镇，其一支流巴哈普恰河在镇东北不远处汇入干流。
1972年设市级镇。该地2021年人口有1,789人；2010年人口2,821；2002年人口4,071；1989年人口11,645。